# Panissage
Panissage este o comună în departamentul Isère din sud-estul Franței. În 2009 avea o populație de 1.029 de locuitori.

## Evoluția populației
| An        | 1975 | 1982 | 1990 | 1999 | 2006 | 2009  |
| --------- | ---- | ---- | ---- | ---- | ---- | ----- |
| Populație | 706  | 798  | 736  | 796  | 919  | 1.029 |